# Annika van der Meer
Annika van der Meer (Den Haag, 16 december 1985) is een Nederlands aangepast roeier. Zij is tweevoudig wereldkampioen en Europees kampioen in de gemengde dubbeltwee. In 2021 won ze met Corné de Koning een zilveren Paralympische medaille in de gemengde dubbeltwee. Na de Paralympische Spelen in Tokio besloot ze te stoppen met westrijdroeien en zich toe te leggen op haar werk. Van der Meer heeft medicijnen gestudeerd in Leiden en is gespecialiseerd in kindergeneeskunde en oncologie. Ze is sinds 2020 verbonden aan het St. Antonius Ziekenhuis in Utrecht.
Annika van der Meer heeft op haar eenentwintigste een ernstig ski-ongeluk gehad waardoor ze verlamd raakte aan haar rechterbeen.

## Erelijst

### Paralympische Zomerspelen
| Jaar | Plaats | Resultaten                            |
| ---- | ------ | ------------------------------------- |
| 2020 | Tokio  | in de gemengde dubbeltwee (PR2 Mix2x) |

### Wereldkampioenschappen
| Jaar | Plaats     | Resultaten                           |
| ---- | ---------- | ------------------------------------ |
| 2017 | Sarasota   | in de gemengd dubbeltwee (PR2 Mix2x) |
| 2018 | Plovdiv    | in de gemengd dubbeltwee (PR2 Mix2x) |
| 2018 | Plovdiv    | in de skiff (PR2 W1x)                |
| 2019 | Ottensheim | in de skiff (PR2 W1x)                |
| 2019 | Ottensheim | in de gemengd dubbeltwee (PR2 Mix2x) |

### Europese kampioenschappen
| Jaar | Plaats | Resultaten                         |
| ---- | ------ | ---------------------------------- |
| 2020 | Poznań | in de mixed dubbeltwee (PR2 Mix2x) |
| 2021 | Varese | in de mixed dubbeltwee (PR2 Mix2x) |